# Бриклин, Даниэль
Даниэль Бриклин (англ. Daniel Bricklin) — известный программист, партнёр Боба Фрэнкстона по разработке VisiCalc. Основатель компании Software Arts. Известен как «отец табличных процессоров».

## Биография

### Молодость
Родился в Филадельфии, Пенсильвания, где окончил еврейскую среднюю школу Akiba Hebrew Academy и начал интересоваться электротехникой и компьютерами. Окончил учёбу в Массачусетском технологическом институте со степенью бакалавра по электротехнике и компьютерным наукам в 1973 году.

### Карьера
В этот же год он со своим другом Бобом Фрэнкстоном основали компанию Software Arts. И начали работу над VisiCalc, первым табличным процессором в то время для персональных компьютеров. За это получил премию имени Грейс Мюррей Хоппер в 1981 году.
В 1994 году получил премию за заслуги от Ассоциации вычислительной техники.
В 1995 году основал компанию Trellix, также снялся в документальном фильме Triumph of the Nerds, а в 2005 в фильме Aardvark’d: 12 Weeks with Geeks.
11 августа 2000 ввёл термин friend-to-friend.
В 2009 году разработал WikiCalc.